# 柳韩洋行
柳韩洋行 （韓語：유한양행，韩交所：000100）是韓國一間歷史悠久的制药和化學公司，為柳韓集團旗下的品牌。

## 历史
柳韓洋行於1926年由柳一韩在漢城創立，1950年朝鲜战争爆发后迁至釜山，1962年返回漢城，同年在韓國證券交易所挂牌上市，成为韩国首家上市的藥廠。1970年与美国的金百利成立合资公司；1977年再与高乐氏成立合资公司；1983年三度与比利时的杨森制药成立合资公司。

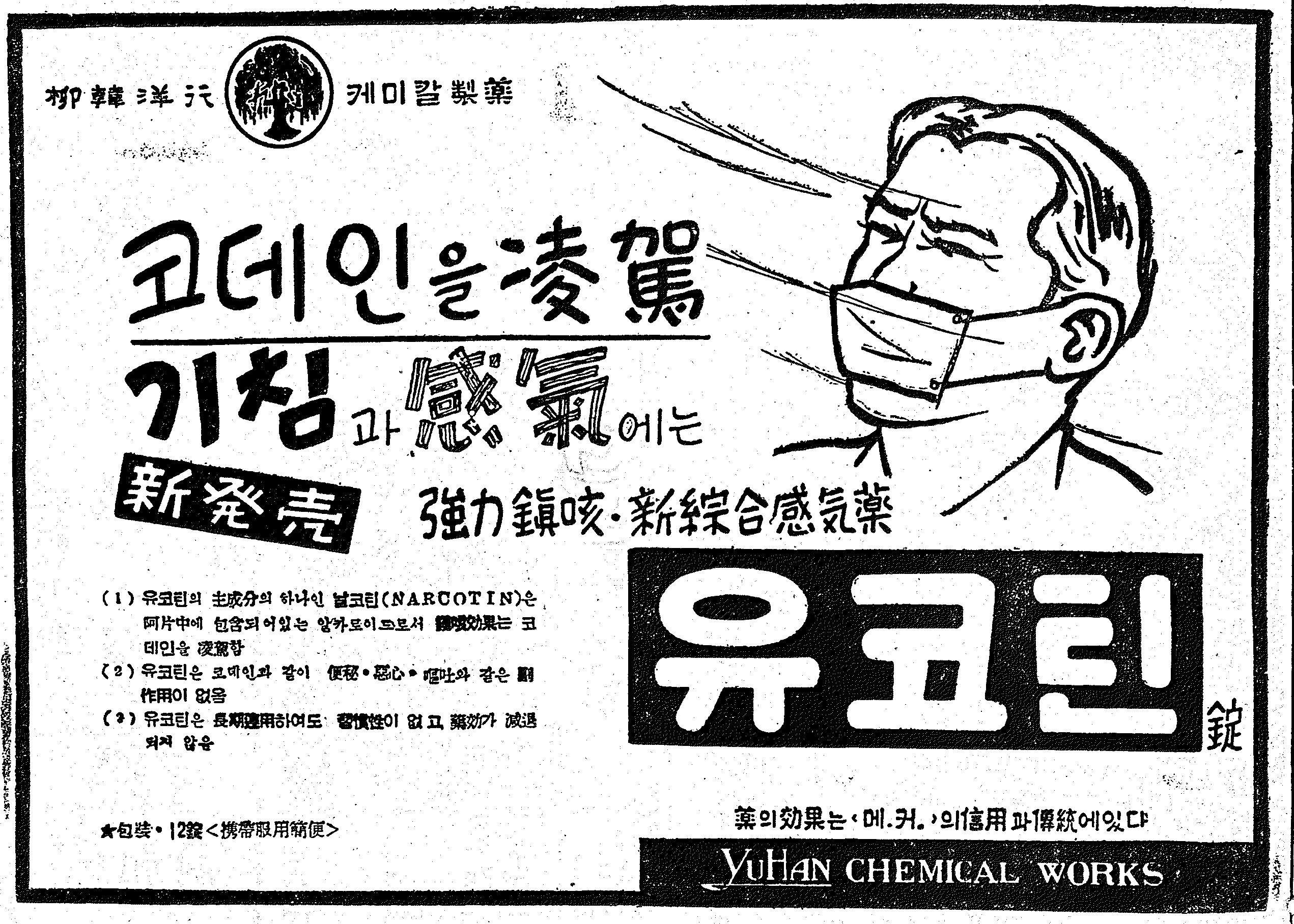
1950年代柳韓洋行的廣告